# Decreto legislativo (ordinamento italiano)
Un decreto legislativo (spesso abbreviato in d.lgs.), secondo l'ordinamento italiano, è un atto normativo avente forza di legge adottato dal Governo della Repubblica Italiana per delega espressa e formale del Parlamento della Repubblica Italiana.

## Storia
Nell'ambito dell'ordinamento del Regno d'Italia, le necessità politiche ed amministrative del Governo avevano spesso indotto lo stesso organo ad emanare attraverso un regio decreto (o decreto reale) norme giuridiche normalmente di competenza del potere legislativo; non essendo tale facoltà contemplata da nessuna legge, restava molto controversa la giurisprudenza in merito all'efficacia giuridica delle relative disposizioni, prima che venissero ratificate dal Parlamento.
La legge 31 gennaio 1926, n. 100, aveva regolamentato il potere del governo di emanare norme con forza di legge, stabilendo, tra l'altro, che era facoltà dell'esecutivo emanare regi decreti legislativi quando era a ciò delegato da una legge entro i limiti della delegazione.
L'entrata in vigore della Costituzione repubblicana pose limiti più stringenti all'emanazione di norme con forza di legge da parte del governo: l'art. 76 prevedeva che l'esercizio della funzione legislativa non potesse essere delegato al Governo se non con determinazione di principi e criteri direttivi e soltanto per tempo limitato e per oggetti definiti. La successiva legge 23 agosto 1988, n. 400, regolò dettagliatamente all'art. 14 l'emanazione dei decreti legislativi.
La vecchia legge n. 100 del 1926, ormai superata dalla nuova normativa del 1988 e obsoleta, fu infine abrogata dal decreto legislativo 13 dicembre 2010, n. 212.

## Il fondamento normativo
In Italia la decretazione legislativa è prevista dall'art. 76 della Costituzione ed è uno strumento con il quale le Camere decidono, per esempio per motivi di inadeguatezza tecnica o mancanza di tempo, di non disciplinare nel dettaglio una determinata materia non coperta da riserva di legge formale, riservandosi però di stabilire i principi e i criteri direttivi, cioè la "cornice" entro la quale il Governo dovrà legiferare. La delega al governo, infatti, non può mai essere "in bianco", ma lo vincola a rispettare una serie prestabilita di limiti. In genere sono emanati nella forma di decreti legislativi quei testi normativi che per la loro mole sarebbero difficilmente gestibili in sede parlamentare, come nel caso di testi unici e codici.
La cosiddetta legge delega (approvata dalle Camere come una qualsiasi altra legge) disciplina appunto l'ambito, le direttive e i limiti a cui il governo dovrà attenersi nel predisporre i decreti legislativi. L'art. 76 della Costituzione prescrive inoltre che la delega legislativa sia limitata nel tempo: il governo, trascorso inutilmente il limite temporale fissato dal Parlamento per esercitare la delega, non può più legiferare. Nonostante la Costituzione non lo preveda espressamente, è invalsa la prassi secondo cui la legge delega impone al governo, prima di approvare definitivamente un decreto delegato, di sottoporne lo schema alle Commissioni parlamentari competenti sulla materia; anche se spesso il Governo ne accoglie eventualmente i pareri e le osservazioni, resta sua facoltà disattenderli, in ossequio al principio di separazione dei poteri.

## Conferimento della delega
La delega può essere conferita soltanto mediante legge, mai tramite decreto-legge che esproprierebbe il Parlamento della sua funzione principale di cui all'art. 70 della Costituzione.
Tale atto risponde a caratteri di imperatività e istantaneità, ossia il governo ha il dovere (anche se soltanto politico non essendo positivamente previsto) di dare concreta e piena attuazione alla delega ricevuta e ciò attraverso l'approvazione di un solo atto. Il secondo aspetto è smentito tuttavia dalla prassi e dalla legge 23 agosto 1988, n. 400, che prevede la possibilità di più atti in caso di numero elevato di oggetti da disciplinare nella legge di delega (e infatti è invalso l'uso corrente di specificare nella legge delega che il Governo è autorizzato ad adottare uno o più decreti delegati).
La legge delega può essere anche mista, ossia contenere disposizioni di immediata applicazione oltre che contenuti delegati. Ci sono, poi, materie in cui il governo non può legiferare, ossia: amnistia e indulto, bilancio e tributi, ratifica dei trattati internazionali, leggi costituzionali, e leggi di conversione dei decreti-legge.

## Il procedimento di formazione
Il procedimento di formazione del decreto legislativo (abbreviato con d. lgs.) è disciplinato dall'art. 14 della legge n. 400/1988, secondo cui il decreto va deliberato dal governo entro il termine fissato dalla legge di delega, e va presentato almeno venti giorni prima della scadenza di detto termine al Presidente della Repubblica, il quale provvederà poi all'emanazione.
Qualora il governo italiano non rispetti la legge di delegazione, vale a dire i principi e i criteri direttivi in essa stabiliti, si ha il cosiddetto eccesso di delega che, se sottoposto al giudizio della Corte costituzionale, ne comporta la dichiarazione di illegittimità nella parte che ecceda la delega.

## Decreti attuativi degli statuti regionali
Non c'entrano invece nulla con la decretazione legislativa propriamente detta i decreti attuativi degli statuti delle regioni a statuto speciale, emanati tramite un atto che viene anch'esso denominato "decreto legislativo", ma che ha caratteristiche assolutamente particolari. A monte non c'è infatti una legge delega e manca qualsiasi intervento del parlamento nazionale, avendo come base un accordo Stato-Regione.